# Старочерново
Старочерново, Старочёрново — деревня в Кожевниковском районе Томской области России. Входит в состав Староювалинского сельского поселения. Население 11 чел. (2021) .

## История
Изначально проживали обские татары, которые к началу 20 века полностью обрусели.
По переписи 1897 года здесь проживало 229 человек из них 217 татары и 9 русских. Входила в состав Мало-Шегарскую волость. Татары этой волости причесляли себя к роду Теренья-Аймак.
В 1926 году деревня Старо-Чернова состояла из 58 хозяйств, основное население — русские. В составе Песочно-Горельского сельсовета Богородского района Томского округа Сибирского края.
Согласно Закону Томской области от 10 сентября 2004 года № 202-ОЗ  Старочерново вошло в состав Староювалинского сельского поселения.

## География
Село находится на северо-западе Кожевниковского района, недалеко от административной границы с Новосибирской областью, на реке Бакса, в километре от северной окраины села Старая Ювала. 
Памятником природы являются кедровник в селе Старочёрново. 

## Население
| 1926 | 2002 | 2010 | 2012 | 2013 | 2014 | 2015 |
| ---- | ---- | ---- | ---- | ---- | ---- | ---- |
| 315  | ↘16  | ↘10  | →10  | →10  | ↗13  | ↘12  |
| 2021 |      |      |      |      |      |      |
| ↘11  |      |      |      |      |      |      |

Национальный состав
По переписи 1897 года основным населением были обские татары.
Согласно результатам переписи 2002 года, в национальной структуре населения русские составляли 88 %.

## Инфраструктура
Основные социальные объекты находятся в селе Старая Ювала.
Личное подсобное хозяйство.

## Транспорт
Подъездная дорога в д. Старочерново.
Просёлочные дороги.